# Batalla de Huarina
La batalla de Huarina o de las Huarinas, enfrentó a las fuerzas rebeldes de Gonzalo Pizarro y las fuerzas realistas dirigidas por Diego Centeno, el 20 de octubre de 1547, en la llanura de Huarina, cerca al lago Titicaca, en el Alto Perú (actual Bolivia). Fue una de las batallas más sangrientas de la rebelión de los encomenderos. Su resultado fue el triunfo de los rebeldes gracias a la arcabucería usada diestramente por el maestre de campo Francisco de Carvajal, pero no evitó que el bando gonzalista fuera definitivamente derrotado al año siguiente, en Jaquijahuana.

## Antecedentes
En 1542, el emperador Carlos I firmó la real cédula que creaba el Virreinato del Perú. En virtud de tal creación fue nombrado primer virrey Blasco Núñez de Vela. Éste llegó al Perú con la disposición de hacer cumplir las recientemente promulgadas Leyes Nuevas, que suprimían las encomiendas hereditarias. Esto originó la rebelión de los encomenderos, enfrentándose al virrey. Para tal efecto, nombraron a Gonzalo Pizarro, a la sazón rico encomendero de Charcas (actual Sucre, en Bolivia), su caudillo y jefe del ejército.
En Lima, el virrey fue tomado preso y enviado de vuelta a España, nombrando los rebeldes a Gonzalo Pizarro como gobernador del Perú. Sin embargo, el virrey logró escapar en Túmbes, dirigiéndose desde ahí a Quito, donde formó un nuevo ejército y partió hacia el sur. En el camino se encontró con las fuerzas de Pizarro, enfrentándose ambos ejércitos en la batalla de Iñaquito el 18 de enero de 1546. El virrey fue capturado y ejecutado en el mismo campo de batalla.

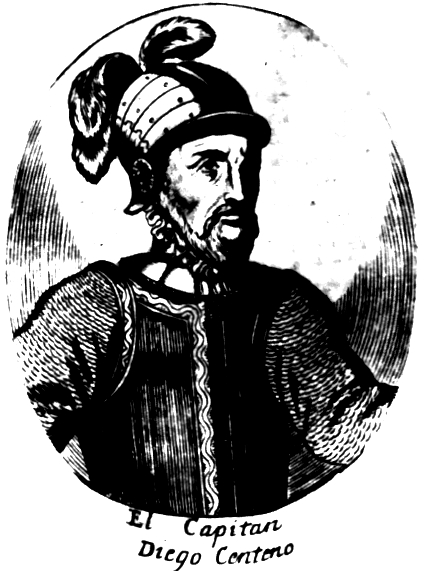
El capitán Diego Centeno, que permaneció siempre leal a la Corona española.

Mientras tanto, en el sur del Perú, el capitán Diego Centeno permaneció leal a la corona española y se levantó en armas contra Gonzalo Pizarro en Charcas, siendo proclamado Capitán General y Justicia Mayor de la villa de La Plata. Centeno reunió una fuerza de ciento ochenta hombres y bajó hasta Arequipa, que tomó fácilmente, preparándose para reconquistar Cuzco, donde estaba acantonado el gonzalista Francisco del Toro. No logró tomar Cuzco y tuvo que huir perseguido por los trescientos soldados de su enemigo, volviendo al Alto Perú, donde abrió un frente de guerra. Gonzalo Pizarro comprendió el peligro que esto significaba y envió contra él a su fiel maese de campo Francisco de Carvajal. Este persiguió tenazmente a la escasa fuerza de Centeno, que trataba de evitar combates frontales. Acosado por su infatigable adversario, Centeno tuvo que dispersar sus fuerzas en Paria (cerca de Oruro) y tras un largo recorrido huyó a Arequipa (1546), por donde se escondió en una cueva durante un año y tres días exactos, en el cual vivió de la caridad de los indios.
Enterada la Corona española de estos graves sucesos, nombró a Pedro de la Gasca presidente de la Real Audiencia de Lima, con la misión de pacificar al Perú, dándole solo unas reales cédulas en blanco con la potestad de usarlas como bien lo tuviera. La Gasca llegó al Perú en 1547 y convocó bajo su mando a los leales a la Corona española, prometiendo una amnistía para aquellos que se hubiesen rebelado contra ella; al mismo tiempo anunció la suspensión de las Leyes Nuevas, por lo que muchos empezaron a abandonar la causa de Gonzalo Pizarro. Las fuerzas leales a la Corona empezaron pues, a reorganizarse bajo el mando de La Gasca. Un primer triunfo de la causa real fue la rendición de la flota gonzalista, que se hallaba al mando de Pedro Alonso de Hinojosa.
Centeno creyó entonces llegada la hora de reaparecer en escena. Abandonó su escondrijo y reunió en Arequipa una fuerza de 48 hombres, con los que marchó contra Cuzco, defendido por el capitán gonzalista Antonio Robles. Mediante un ataque temerario y sorpresivo capturó la antigua capital de los incas (10 de junio de 1547), y Robles fue capturado y degollado. Fue el mejor triunfo de Centeno y colocó a los rebeldes gonzalistas entre dos fuegos, lo que cambió el cariz de la guerra, pues empezaron a desertar muchos soldados de Gonzalo. Pronto logró reunir Centeno un ejército poderoso de unos 1000 soldados, con los que pasó al altiplano, a orillas del lago Titicaca.

## Movimientos preliminares

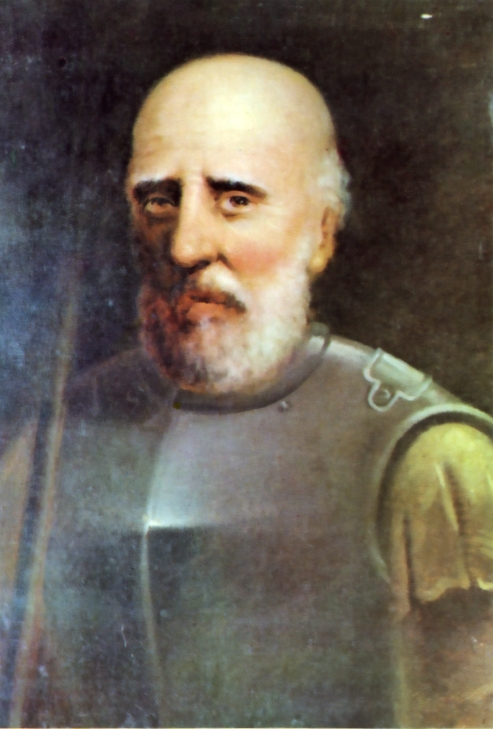
El maese de campo Francisco de Carvajal, el infatigable adversario de Diego Centeno. Conocido como el “Demonio de los Andes”.

Gonzalo, al cundir las deserciones en su campo, decidió abandonar Lima y marchar al Sur, pero en el camino siguió perdiendo gente. En Arequipa se les reunió su maestre de campo Francisco de Carvajal y el capitán Juan de Acosta. Los desertores habían sido tantos que el ejército gonzalista no llegaba a los 500 hombres. Gonzalo pensó entonces trasladarse a Charcas, con intención de reorganizar su ejército, pero entonces supo que Centeno con casi mil hombres le cerraba el paso en el Desaguadero, preparándose entonces para combatirlo. Durante esta marcha padeció la hostilidad de las poblaciones nativas, entre los que se contaban espías que obedecían a Paullu Inca, aliado de Centeno.
A mediados de octubre, ambos ejércitos se divisaron. Pizarro, al parecer temiendo la superioridad numérica de su adversario, abrió negociaciones solicitando a Centeno dejarle libre el paso. En vez de consentir en ello, éste le pidió rendirse, prometiendo que intercedería ante La Gasca para que obtuviera el perdón real. No hubo acuerdo, y ambos caudillos dispusieron entonces sus tropas para la batalla.
En la noche del 19 de octubre de 1547, los rebeldes acordaron enviar a Juan de Acosta con 20 hombres al campamento de Centeno, para sorprender a este jefe en su tienda. Pero, no bien se acercaban a su objetivo, cuando unos negros dieron la voz de alarma, teniendo entonces que retirarse Acosta y los suyos, disparando sus arcabuces.

## Los ejércitos

### Los realistas
Los realistas o leales contaban con 1225 hombres (460 jinetes, 540 piqueros, 200 arcabuceros y 25 ballesteros).
Su caudillo, Centeno, se hallaba enfermo de fiebres, por lo que se limitó a observar de lejos la batalla, cargado en litera por los indios. Como capitán general designó a Diego López de Zúñiga. Por maestre de campo alineó Luis de Ribera y por Sargento Mayor el tullido Cristóbal de Hervás, que asistió en una silla de manos cargada por dos negros. Un primer cuerpo de caballería lo capitaneaban Pedro de los Ríos, Diego Álvarez de Almendral y Antonio de Ulloa; el segundo, Alonso de Mendoza, Juan de Silveira y Jerónimo de Villegas. Finalmente, la infantería la dirigían Rodrigo de Pantoja, Juan de Vargas (hermano del Sebastián Garcilaso de la Vega), Francisco Negral y Francisco Retamoso.
En el centro fueron ubicados los piqueros, flanqueados por dos mangas de arcabuceros y a su vez protegidos por los dos escuadrones de caballería. En cuanto a las fuerzas auxiliares indias, parece que no fueron autorizados de entrar en combate, desperdiciándose así un valioso apoyo.

### Los rebeldes
Las fuerzas de Gonzalo Pizarro no llegaban a 1000 hombres, de los cuales casi la mitad eran arcabuceros, organizados y dirigidos por el maestre de campo Francisco de Carvajal. Este cuerpo estaba bien entrenado; cada arcabucero llevaba consigo dos o tres arcabuces cargados a fin de servirse de ellos de manera consecutiva para no perder tiempo en la carga; esta arma sería el que decidiría la victoria de los rebeldes. Comandaban a estos arcabuceros los capitanes Juan de la Torre Villegas, Francisco de Espinoza, Diego Guillén y Juan Vélez de Guevara.
La caballería, formada por escasos 85 jinetes, ocupó la derecha de su formación, en retaguardia; la mandaban el mismo Pizarro, Juan de Acosta y el oidor Diego Vásquez de Cepeda.
Las demás tropas, los piqueros, fueron colocados a la izquierda, a órdenes de Hernando de Bachicao.
Separados por apenas seiscientos pasos, ambos ejércitos se aprestaban a combatir en la llanura de Guarina, el 20 de octubre de 1547.

## La batalla

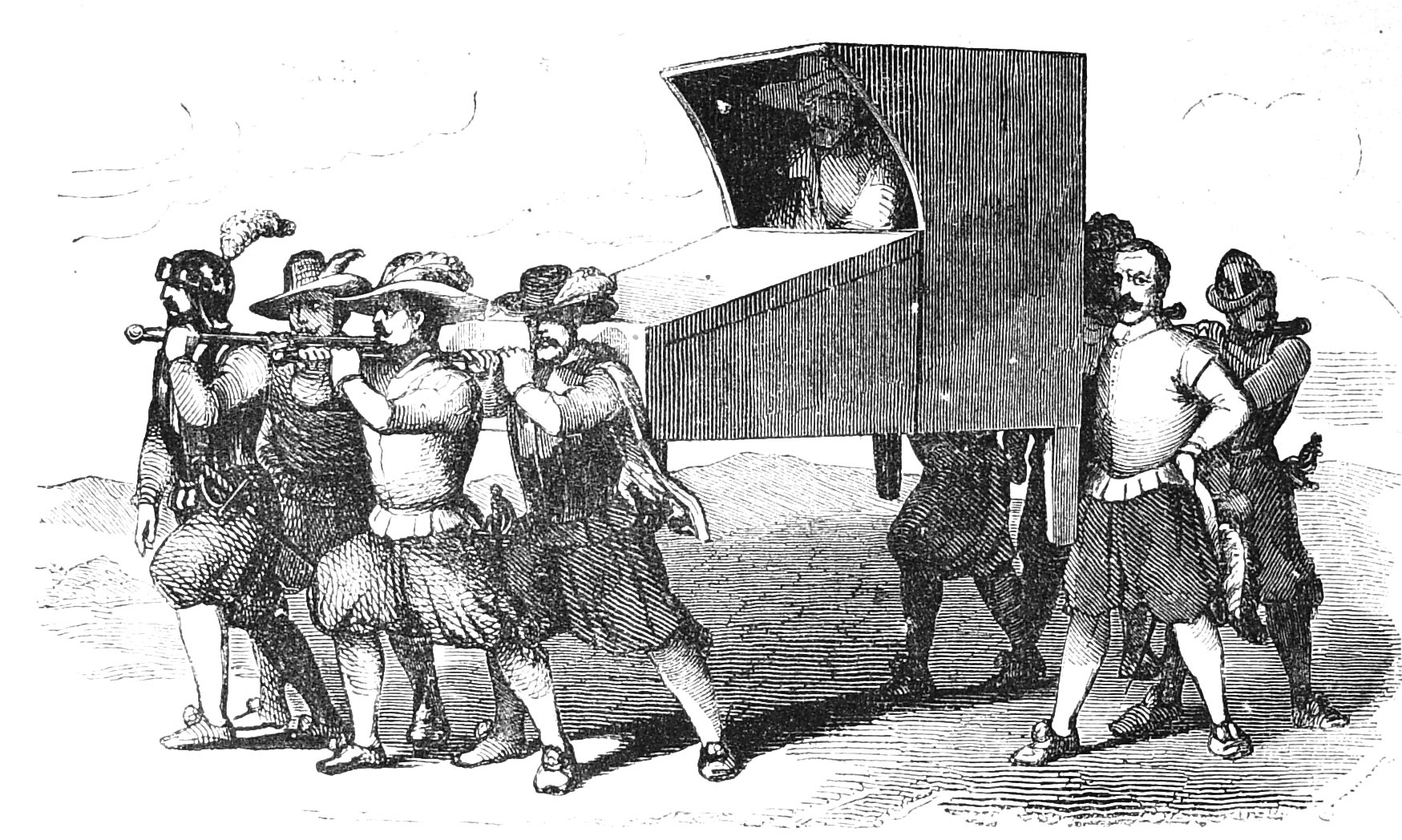
Grabado que representa a Diego Centeno enfermo y en litera, asistiendo a la Batalla de Huarina.

Carbajal tomó la iniciativa, ordenando a Acosta que se adelantara con treinta arcabuceros para provocar al enemigo; contra ellos salió Negral, también con un pelotón de arcabuceros. Los rebeldes dispararon sobre los todavía distantes realistas y la provocación surtió efecto, pues la infantería de Centeno avanzó, llevando los piqueros las picas caladas. Teniendo ya cerca a sus adversarios, Carbajal ordenó una segunda rociada de arcabucería, lo que puso fuera de combate a cien realistas, que cayeron muertos o heridos. Como los arcabuceros de Carvajal contaban con armas de repuesto, casi de inmediato hicieron otra descarga, la que fue más desastrosa para sus enemigos, pues segó las filas de piqueros. La infantería realista empezó entonces a dispersarse tras sufrir más de doscientas bajas.
La caballería rebelde, en cambio, no tuvo igual éxito. Uno de los escuadrones de caballería realista, mandado por Villegas y Mendoza, acometió al escuadrón de Gonzalo y lo arrolló de tal manera, que quedaron sobre sus monturas apenas doce rebeldes. Cepeda recibió un sablazo en la cara y el mismo Gonzalo perdió su caballo, quedando convencido de su derrota. Los realistas empezaron a vocear su triunfo, pero aún no terminaba la batalla.
El otro escuadrón de jinetes realistas, comandado por Ulloa y Ríos, cargó sobre la izquierda de Carvajal, compuesta de arcabuceros y piqueros entremezclados, quienes resistieron a pie firme el ímpetu enemigo. Batiéndose con denuedo, estos piqueros lograron contener la embestida realista, mientras que los arcabuceros molestaban con su fuego a los jinetes realistas. Estos, viendo que era imposible romper las líneas rebeldes, la rodearon en desorden hasta llegar a su retaguardia, donde se reunieron con el otro escuadrón de caballería realista, el mismo que acababa de derrotar a la caballería rebelde. Reunidos ambos cuerpos, intentaron una nueva carga contra la infantería de Carvajal, pero éste hizo dar media vuelta a sus hombres, en una hábil maniobra, de modo que su retaguardia se convirtió rápidamente en frente, oponiéndose a la carga enemiga la fila de piqueros, mientras que los arcabuceros hacían fuego sobre los jinetes realistas, que acabaron por huir a la desbandada. Aflojada así la principal fuerza de los realistas, los rebeldes dominaron la situación y obtuvieron el triunfo.

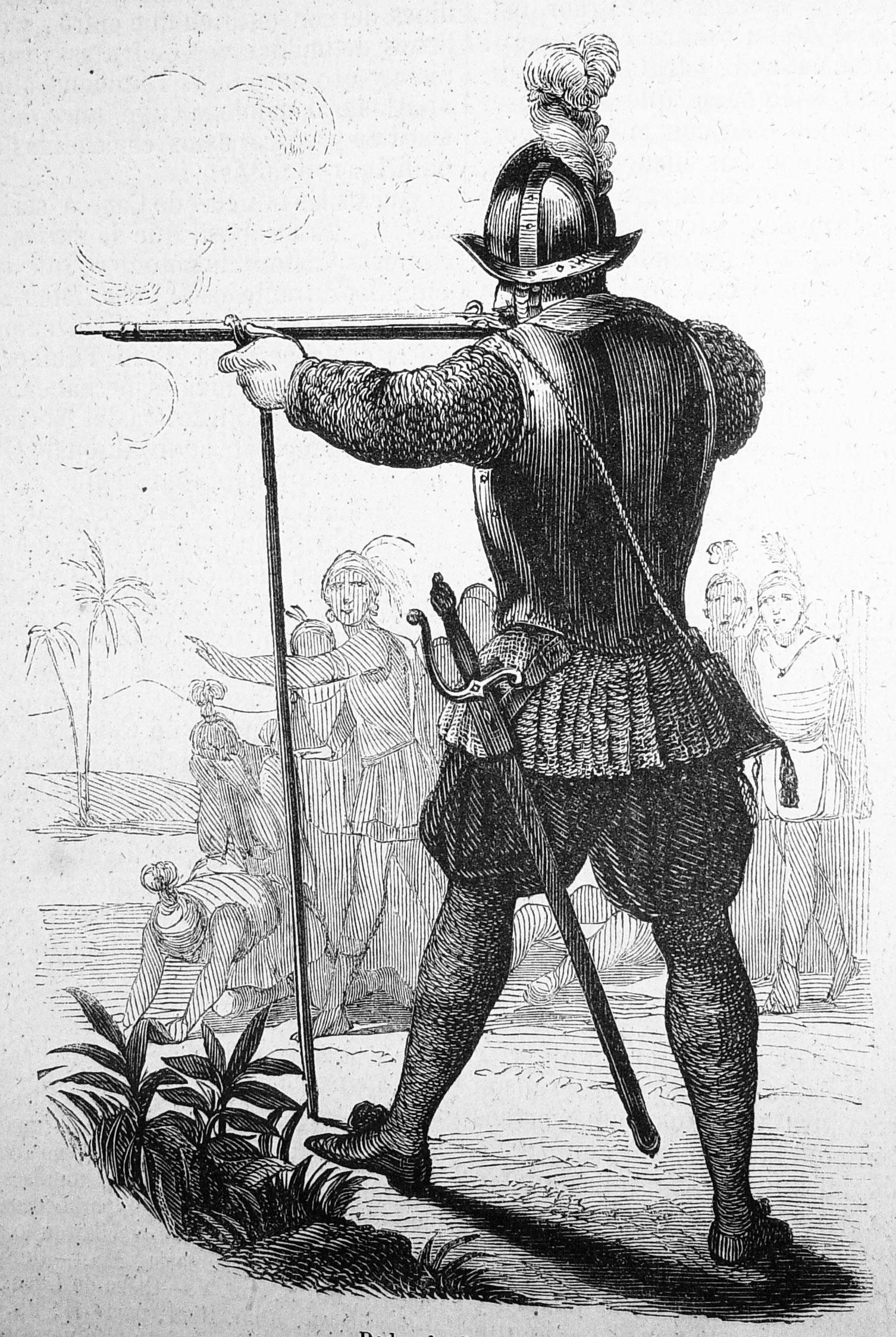
Grabado que representa a un arcabucero del. El cuerpo de arcabuceros del ejército gonzalista tuvo un papel decisivo en el resultado de la batalla de Huarina.

Lo que al principio parecía un triunfo realista, se tornó, pues en una victoria total para los rebeldes, merced sobre todo a los diestros arcabuceros de Carbajal. Centeno, que desde lejos observó el desastre, cambió su litera por un caballo y se dio a la fuga. Los rebeldes gonzalistas, cuya caballería había sido desbaratada, no pudieron perseguir a los vencidos; de lo contrario la matanza habría sido mayor. En total murieron unos 450 hombres, de las cuales 350 fueron bajas realistas. Entre las víctimas del bando realista figuraban el maese de campo Luis de Ribera y los capitanes Retamoso, Diego López de Zúñiga, Negral y Pantoja; y del bando rebelde, el capitán Pedro Fuentes, un hermano de Cepeda y el ayuda de cámara de Gonzalo. Bachicao, el jefe de los piqueros que durante la batalla se pasó al bando realista, volvió al de los rebeldes al variar el curso de la acción.
Una versión dice que Carvajal recorrió el campo de batalla acompañado de negros que portaban porras y machetes, con los que ultimaron a los heridos realistas. También se dice que Gonzalo Pizarro, todavía no repuesto de la impresión de ver cómo una inminente derrota se tornaba en un triunfo espléndido, no cesaba de exclamar recorriendo el campo: “¡Jesús, qué victoria!, ¡Jesús, qué victoria!”.
Después del triunfo, los rebeldes saquearon el campamento realista, hasta que muy entrada la noche; se apoderaron de oro, plata y ganado, entre otras riquezas, a tal punto que muchos se tornaron ricos con tal saco.

## Consecuencias
La victoria de Huarina cambió por algún tiempo el estado de las cosas; el bando realista experimentó un golpe terrible, al paso que se robustecía el de Pizarro. Muchos consideraron a Gonzalo como invencible en el campo de batalla, tanto más cuanto que tenía a su lado a Carvajal, considerado el primer hombre de guerra del Perú. Momentáneamente las filas del gobernador aumentaron con la misma rapidez con que algunos días antes habían disminuido. Pero esto no arredró a Pedro de la Gasca, quien enterado en Jauja del desastre de Huarina, prosiguió su avance hacia el sur, rumbo al Cuzco. Su ejército ya ascendía a 700 arcabuceros, 500 piqueros y 400 jinetes, superando así al de las fuerzas rebeldes. El encuentro entre ambos se dio en la pampa de Anta, cerca de la ciudad imperial, donde se libró la llamada batalla de Jaquijahuana, que más que batalla fue un desbande de las tropas gonzalistas que se pasaron al campo realista, el 9 de abril de 1548. Gonzalo fue tomado preso, al igual que su maestre de campo Carbajal, siendo decapitados ambos al amanecer siguiente, en el mismo campo de batalla. Así finalizó la llamada Gran Rebelión de los Encomenderos.